# Nick
Nick (od ang. nickname – pseudonim) – ciąg znaków tworzący identyfikator, login itp., po którym użytkownik jest rozpoznawany w poszczególnych serwisach przez system i innych użytkowników.
Angielskie słowo nickname powstało z wcześniejszego ekename na skutek niepoprawnego podzielenia w wyrażeniu z dodanym przedimkiem an ekename – a nekename. Eke znaczy „dodatek” i jest używane obecnie głównie w szkockim dialekcie angielskiego, też jako eik, zwłaszcza w odniesieniu do dodatkowego napitku, drinka.